# Кибкало, Евгений Гаврилович
Евгений Гаврилович Кибкало (укр. Євген Кібкало; 12 февраля 1932, Киев — 12 февраля 2003, Москва) — советский оперный певец (баритон) и музыкальный педагог. Народный артист РСФСР (1970).

## Биография
Окончил Московскую консерваторию (1956), ученик Владимира Политковского. С 1956 года солист Большого театра. Певческое обучение начинал как бас, так как голос позволял свободно брать нижние, чисто басовые ноты в контр-октаве. Стажировался в театре «Ла Скала» (1963).
Голос Кибкало — уникальный по красоте, насыщенности и благородству тембра, изяществу звукоизвлечения и кантилене. Певец демонстрировал прекрасную певческую одарённость и обученность, голос может считаться эталонным по баритоновому звучанию, с идеально выровненным тембром и сглаженными голосовыми регистрами.
Систематическое перенапряжение певческого аппарата привело к хроническому кровоизлиянию в голосовые складки, несмыканию и формированию певческого узелка. После неудачного оперативного вмешательства Кибкало был вынужден оставить сцену в 1976 году, сосредоточившись на педагогической деятельности. С 1979 года и до последних дней жизни преподавал в Московской консерватории. Профессор (1993).
Скончался 12 февраля 2003 года.
Похоронен в Москве на Ваганьковском кладбище.

## Творчество
Мягкость и звонкость голоса, свободный ход наверх, звонкий и нежный фальцет позволял певцу исполнять лирические партии (Онегин, Мизгирь, Петруччо, Фигаро), а большая сила, богатство тембра и сценический темперамент — драматические партии (Грязной, Шакловитый, Болконский, Мересьев).
Кроме того, Кибкало был известен и популярен как эстрадный певец, в его репертуаре были песни как героического, патриотического, так и романтического, лирического плана («Песня о тревожной молодости», «Комсомольцы», «Романс Лапина», «Силуэт», «Авиамарш», «Спортивный марш», «Вальс о вальсе», «Прощайте, скалистые горы» и др.). Принимал участие в съёмках «Голубого огонька» в начале 1960-х годов.
Кибкало озвучил фильмы-оперы Романа Тихомирова «Евгений Онегин», (1958, главная партия; играл Вадим Медведев), «Пиковая дама» (1960, партия Елецкого, играл Валентин Кулик).

## Фильмография
1. 1958 — Евгений Онегин — вокал
2. 1959 — Хованщина — Боярин Шакловитый
3. 1959 — Исправленному верить — вокал
4. 1960 — Пиковая дама — вокал
5. 1961 — Вольный ветер — вокал
6. 1961 — Карьера Димы Горина — вокал
7. 1961 — Водил поезда машинист — вокал
8. 1965 — Царская невеста — Грязной — вокал
9. 1965 — Сказки русского леса — исполнение песни «Тройка»
10. 1974 — Звезда экрана — вокал
11. 1977 — Годы мирных свершений (фильм-концерт из серии «Антология советской песни») — исполнение песни «Если бы парни всей земли»

## Аудиозаписи
1. 1958 — «Весна» Сергея Рахманинова, дир. Александр Гаук
2. 1960 — «Пиковая дама» Петра Чайковского (Елецкий), дир. Евгений Светланов
3. 1961 — «Повесть о настоящем человеке» Сергея Прокофьева (Алексей), дир. Марк Эрмлер
4. 1962 — «Борис Годунов» Модеста Мусоргского (Рангони), дир. Александр Мелик-Пашаев

## Признание
- Орден Трудового Красного Знамени (25 мая 1976 года) — за заслуги в развитии советского музыкального и хореографического искусства и в связи с 200-летием Государственного академического Большого театра СССР[5][3]
- Народный артист РСФСР (1970 год)
- Заслуженный артист РСФСР (15 сентября 1959 года)